# Desire, I Want to Turn Into You (албум)
Desire, I Want to Turn Into You је други студијски албум америчке кантауторке и продуценткиње Керолајн Полачек. Албум је oбјављен је на дан заљубљених 2023. године од стране три издавачке куће: Sony Music, The Orchard и Perpetual Novice. Већи део албума продуцирала је заједно са Дани Ел Харлеом.
Процеc излажења албума пратили су синглови: Bunny Is a Rider, Billions, Sunset, Welcome to My Island, Blood and Butter и Smoke.
Пројекат је добио широко признање критичара, а неколицина је ово дело назвала њеним најбољим до сада и похвалила га у виду ескпериментисања. На 66. додели Греми награда албум је добио номинацију за најбоље продуциран албум и за најбољи не-класичан албум.
Реиздање албума, Desire I Want to Turn Into You: Everasking Edition, објављено је, са новим омотом, на прву годишњицу стандардног издања. Подржали су га синглови Dang и нова верзија песме Butterfly Net са кантауторком Вејс Блод.

## Позадина
Након објављивања њеног претходног албума, Pang, крајем 2019. године, Керолајн Полачек планирала је да уради турнеју ради промоције пројекта, што је било прекинуто пандемијом вируса КОВИД -19 у марту 2020. године. Полачек је остала у Лондону и полако почела са радом на новом албуму заједно са Дани Ел Харлеом. Средином 2021. године се накратко преселила у Барселону заједно са Харлеом и новим сарадником Сега Бодегом.
У новембру 2021. године сарађује са Чарли Екс-Си-Екс на синглу New Shapes заједно сa Кристин и Квинс, a затим је кренула на северноамеричку турнеју са француским музичарем Оклу, која је завршена до краја године. Као пратња придружила се и Дуа Липи на северно америчкој и канадској турнеји за њен албум Future Nostalgia од фебруара до јула 2022. године.
Шест недеља пре објављивања албума, у интервјуу за Гардијан, Керолајн Полачек је потврдила три песме које ће бити део новонасталог пројекта: Blood and Butter, Pretty in Possible и Smoke.

## Аранжмaн
Desire, I Want to Turn Into You је описан као арт поп, алтернативни поп и њу-ејџ пројекат, са елементима електронике, рока и трип-хопа. Гардијан је написао следеће: „Појачавајући како фантастичне елементе свог претходника, тако и његов хумор и поп инстинкт, Desire је еклектичан и разрађен наставак, и једно од најочекиванијих издања године“. На албуму се налазе гајде, дечји хорови, шпанска гитара, „ритмови који се крећу у низу“ од трип-хопа до келтског фолка и радио попа у стилу раних 2000-их. Сама Полачек га је описала као „веома максималистички албум“.

## Објављивање
Пројекат је најављен у децембру 2022. године , док је допуњена верзија најављена на 66. додели Греми награда 4. фебруара 2024. године, а за датум објаве одабрана годишњица оригиналне едиције албума.

### Синглови
Главни сингл Bunny Is a Rider изашао је у јулу 2021. године написан je још пре изолације. Трип хоп инспирисана Billions као сингл објављена је у фебруару 2022. године за коју је наводно било потребно 19 месеци да се заврши. Сингл је садржао и прераду песме Long Road Home са њене сарадње са Онеохтрик Поинт Невером са његовог албума Magic Oneohtrix Point Never из 2020. године. Sunset је објављен као сингл у октобру 2022. године, а Полачек је изјавила да је као инспирација за звук композиције послужила музика Енио Мориконеа коју је радио за вестерн филмове. Welcome to My Island, коју је Керолајн Полачек назвала својом најхрабријом песмом до сада, објављена је упоредо са најавом албума. Blood and Butter је објављен 31. јануара 2023. године, а Smoke 6. априла 2023. године током њене турнеје Spiraling. Био је пропраћен и музичким спотом који је премијерно приказан истог дана.
Полачек је објавила Dang 17. октобра 2023. године као главни сингл из Desire, I Want to Turn Into You: Everasking Editon. Песму је извела исте вечери у емисији Касни шоу са Стивеном Колбером. Након што су Полачек и Вејс Блод извеле Butterfly Net заједно уживо неколико пута током 2023. године, објавилe су своју заједничку верзију песме 7. фебруара 2024. године  заједно са најавом реиздања албума. 

## Пријем
По објављивању албум је добио широко признање музичких критичара. На веб-сајту Метакритик албум је добио просечну оцену од 94, на основу 19 критика, што указује на његово „универзално признање“. Платформа за оцењивање музике AnyDecentMusic? дала је албуму 8,5 од 10.
Рецензирајући албум за Олмјузик, Мат Колар је изнео мишљење да албум „показује да Полачек неопростиво прихвата своју унутрашњу поп диву, намерно позивајући се на поп естетику 90-их и раних 2000-их. Ово је албум пријатних трип-хоп ритмова, где електрични бас рифови, откуцаји прстима, и синтисајзери милују њен анђеоски и узбуркани вокал попут делфина који јуре чамац"  Он је закључио да се са овим албумом „Полачек ослобађа од спољних очекивања и своје унутрашње стрепње претвара у опојну поп еуфорију.“
Кет Шанг из Пичфорка написао је да је албум најбољи у Полачекиној каријери, дајући му одликовање најбоље нове музике. Маура Џонстон је позитивно оценила албум за Ролинг стоун, назвавши Полачек „неоспорним талентом као певачицом и аранжером“, а албум „примером шта се дешава када поп превазиђе сопствене границе“.
У мешовитој рецензији за Њу мјузикал експпрес, Ела Кемп је похвалила Полачекино експериментисање, али је рекла да неке песме „пате од апстрактније визије“ и назвала албум „неуједначеном колекцијом“. Габи Ниренбург је такође дала средњу рецензију за Но Рипкорд назвавши албум „сасвим у реду“ и запитавши се да ли постоји „нешто на овој плочи што је заиста тако јединствено, посебно или другачије од сваког другог савременог арт-поп албума?”.

## Турнеја
Полачек је кренула на турнеју Spiraling како би промовисала албум. Турнеја је укључивала Северну Америку, Европу, Азију и Аустралију. Почела је 10. фебруара 2023. године у Брајтону у Енглеској, а завршила се 13. децембра 2023. године у Бризбејну, у Аустралији.

## Листа песама
| Редни број    | Наслов                               | Трајање |
| ------------- | ------------------------------------ | ------- |
| 1.            | "Welcome to My Island"               | 3:52    |
| 2.            | "Pretty in Possible"                 | 3:36    |
| 3.            | "Bunny Is a Rider"                   | 3:13    |
| 4.            | "Sunset"                             | 2:42    |
| 5.            | "Crude Drawing of an Angel"          | 3:29    |
| 6.            | "I Believe"                          | 4:07    |
| 7.            | "Fly to You (feat. Grimes and Dido)" | 4:05    |
| 8.            | "Blood and Butter"                   | 4:27    |
| 9.            | "Hopedrunk Everasking"               | 3:19    |
| 10.           | "Butterfly Net"                      | 4:36    |
| 11.           | "Smoke"                              | 2:57    |
| 12.           | "Billions"                           | 4:57    |
| Укупно траје: | Укупно траје:                        | 45:24   |

| Редни број    | Наслов                                            | Трајање |
| ------------- | ------------------------------------------------- | ------- |
| 1.            | "Welcome to My Island"                            | 3:52    |
| 2.            | "Pretty in Possible"                              | 3:36    |
| 3.            | "Bunny Is a Rider"                                | 3:13    |
| 4.            | "Sunset"                                          | 2:42    |
| 5.            | "Crude Drawing of an Angel"                       | 3:29    |
| 6.            | "I Believe"                                       | 4:07    |
| 7.            | "Fly to You (feat. Grimes and Dido)"              | 4:05    |
| 8.            | "Blood and Butter"                                | 4:27    |
| 9.            | "Hopedrunk Everasking"                            | 3:19    |
| 10.           | "Butterfly Net"                                   | 4:36    |
| 11.           | "Smoke"                                           | 2:57    |
| 12.           | "Billions"                                        | 4:57    |
| 13.           | "Dang"                                            | 2:44    |
| 14.           | "Spring Is Coming with a Strawberry in the Mouth" | 3:53    |
| 15.           | "Butterfly Net (feat. Weyes Blood)"               | 5:33    |
| 16.           | "Meanwhile"                                       | 1:28    |
| 17.           | "Coma"                                            | 5:44    |
| 18.           | "Gambler's Prayer"                                | 3:47    |
| 19.           | "Long Road Home"                                  | 3:44    |
| 20.           | "I Believe - Acoustic Version"                    | 4:35    |
| Укупно траје: | Укупно траје:                                     | 76:48   |

## Спољашне везе
- Послушајте албум
- Веб продавница Керолајн Полачек